# Série 09 a 026 da CP
A Série 09 a 026 foi um tipo de locomotiva a tracção a vapor, utilizada pela Companhia dos Caminhos de Ferro Portugueses.

## História

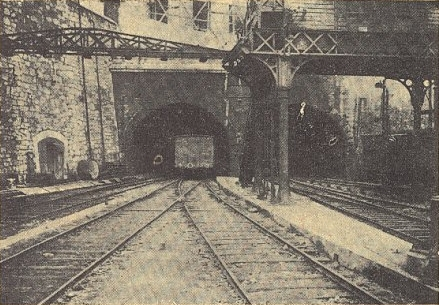
Entrada do túnel do Rossio.

Foram encomendadas pela Companhia Real dos Caminhos de Ferro Portugueses para rebocar os comboios na Linha de Sintra, logo após a abertura do Túnel e da Gare do Rossio. Desta forma, vieram desde logo equipadas com um sistema para reduzir a emissão de fumos, semelhante ao que já era utilizado pelas locomotivas da Metropolitan line, em Londres. Este aparelho permitia que o maquinista desviasse o vapor do escape dos cilindros para o interior dos depósitos de água, pelo que a única tiragem que saía pela chaminé era a que era naturalmente produzida. No entanto, este sistema reduzia a capacidade de resposta da locomotiva, motivo pelo qual deixou de ser utilizado posteriormente.
Estiveram na Linha de Sintra até 1916, quando foram substituídas pelas locomotivas da Série 070, tendo sido depois colocadas em vários serviços, como manobras nas estações, ou no esforço de tracção na rampa de Albergaria.
Nove das locomotivas foram alvo de modificações, criando uma série nova com detalhes técnicos ligeiramente diferentes, enquanto que as restantes foram equipadas com caldeiras novas, que utilizavam uma pressão superior e tinham uma capacidade mais elevada.

## Caracterização
Esta série era composta por dezoito locomotivas a vapor de bitola ibérica, numeradas de 09 a 026.

## Ficha técnica

### Características gerais
- Tipo de tracção: Vapor[1]
- Número de unidades: 18 (09 - 026)[1]
- Bitola: Ibérica[1]